# Pivovar Poutník
Pivovar Pelhřimov vyrábí pivo značky Poutník.

## Historie

### 1552 Založení
Město Pelhřimov získalo právo várečné roku 1552. Nejdříve se pivo vařilo v jednotlivých domech a díky primitivní podmínkám bývalo špatné kvality. V 17. století se proto právovárečníci dohodli na vytvoření jednoho společného pivovaru. Kvůli nevyhovujícím prostorám se pelhřimovský pivovar několikrát stěhoval. 
Předchozí historická budova pivovaru stála naproti současnému Obchodnímu domu Vysočina a byla odstraněna při poslední vlně komunistických demolic ve městě. Na jejím místě je nyní parkoviště.

### 1898 Modernizace
Roku 1898 bylo rozhodnuto o výstavbě nového moderního průmyslového provozu, ten byl dokončen následující rok. Byl vybaven nejmodernějšími technologiemi tehdejší doby, jako byl parostrojní pohon, budovu tvořily účelné a prostorné provozovny. 

### 1948 Znárodnění
Roku 1948 byl pivovar znárodněn a začleněn jako závod do národního podniku Horácké pivovary Jihlava, po reorganizaci roku 1960 do národního podniku Jihočeské pivovary České Budějovice. Po pádu socialismu si kladli nárok na restituci potomci původních právovárečníků, což vedlo k více než desetiletým soudním sporům. Pivovar byl až do roku 2001 součástí rozpadajícího se státního podniku Jihočeské pivovary, vyráběl v té době 10° světlé výčepní pivo Felix a 12° světlý ležák Poutník. Kvůli nejasné budoucnosti se do pivovaru téměř neinvestovalo a díky tomu se zde udržela tradiční technologie výroby piva.

## Současnost
V privatizaci, která proběhla roku 2001, pivovar koupilo pelhřimovské družstvo DUP, zabývající se do té doby výrobou nůžek pro manikúru a kožené galanterie. I přesto, že družstvo nemělo s pivovarnictvím žádné zkušenosti, pivovar se pod jeho vedením rozvíjel. Po dvouletém vlastnictví změnilo družstvo DUP název pivovaru na "Pivovar Poutník". Změnilo se i logo a receptura vaření. Důraz se klade především na standardní kvalitu piva.

### Vyráběná piva
Pivovar Poutník vyrábí nepasterovaná světlá spodně kvašená piva plzeňského typy. Pivo dodává v klasických pivních lahvích o objemu 0,5l a sudech o objemu, PET 1l, KEG 50 l a 30 l, na vyžádání i 20 l. V sudech lze pivo pořídit jak ve filtrované, tak v nefiltrované verzi.
- Poutník 10° (4,0 % obj.) světlé výčepní pivo
- Poutník 11° (4,5 % obj.) světlý ležák (pouze sud)
- Poutník 12° (5,0 % obj.) světlý ležák
- Poutník 12° (5,0 % obj.) světlý ležák - hořký
- Poutník 14° (5,8 % obj.) světlý speciál, vyrábí se pouze na Vánoce a Velikonoce

## Zajímavosti
Veškeré pivní tácky pivovaru Pelhřimov